# Homoneura sikaiana
Homoneura sikaiana är en tvåvingeart som beskrevs av Charles Howard Curran 1936. Homoneura sikaiana ingår i släktet Homoneura och familjen lövflugor. Inga underarter finns listade i Catalogue of Life.